# Djamo Hadjınski
Pour les articles homonymes, voir Hadjinski.
Djamo bey Hadjinski (en azéri : Camo bəy Suleyman bəy oglu Hajınski ; né le 14 juin 1888 à Guba et mort en 1942 en Sibérie, Vyatlag (ru)) est un ministre des postes et des télégraphes dans les 4e et 5e bureaux du gouvernement de la République démocratique d'Azerbaïdjan, membre du Conseil national de la République, personnalité socio-politique et étatique, critique de théâtre et d'art.

## Biographie
Djamo bey Hadjinski est le frère cadet de la personnalité socio-politique Mehdi bey Hadjinski (en). Djamo bey, qui déménage à Bakou à un jeune âge, y fait ses études secondaires. Après avoir obtenu son diplôme d'études secondaires, il commence à travailler comme correspondant pour le journal en langue russe Kaspi à Bakou en 1907, et poursuit sa coopération avec ce journal jusqu'en 1915. En 1914, Djamo bey Hadjinski, diplômé de la faculté de droit de l'Université de Saint-Pétersbourg, devient économiste. 

## Activité
De décembre 1915 à avril 1917, Djamo Bey est commissaire du Comité des réfugiés musulmans, victimes de la Première Guerre mondiale, créé dans le district balnéaire de la province de Batoumi. Il participe également aux travaux de la Société culturelle et éducative « Nidjat ». En 1916, il est l'un des fondateurs de la Société dramatique musulmane et en 1917 de la Société archéologique d'Azerbaïdjan. Djamo Hadjinski est élu député du Comité transcaucasien du gouvernement provisoire russe en avril 1917 jusqu'à juillet de la même année. En juillet, il est élu vice-président du Comité exécutif des députés paysans de Transcaucasie, et de là est envoyé en tant que représentant au poste de président de la Commission centrale de Transcaucasie pour les nouvelles élections au Parlement russe. 
En 1918, Hadjinski donne des conférences sur l'art azerbaïdjanais à la Société « Terre turque » et publie des articles dans la presse sous le nom de « Gubali ». Il écrit des articles et des critiques sur les performances des œuvres d'Uzeyir Hadjibeyov, ainsi que sur les œuvres de Nadjaf bey Vezirov et d'autres. En 1919-1920, il publie un recueil de poèmes intitulé Chants nationaux. 
Djamo bey Hadjinski est élu membre de la « faction musulmane » du Parlement transcaucasien en février 1918. Il était membre du Bloc socialiste musulman, approuvé par le Parlement le 28 février de la même année. Après la dissolution du Parlement le 26 mai 1918, il devient membre du Conseil national de la République démocratique d'Azerbaïdjan, créé le 27 mai 1918. Hadjinski est l'un des 26 députés qui avaient voté pour la déclaration d'indépendance adoptée par le Conseil national d'Azerbaïdjan le 28 mai 1918. 

## Activité pendant l'ADR
Après la proclamation de la République démocratique d'Azerbaïdjan le 28 mai 1918, le socialiste Djamo bey Hadjinski est nommé inspecteur d'État dans le premier cabinet du gouvernement national établi sous la direction de Fatali Khan Khoyski. Le 17 juin de la même année, il démissionne avec le cabinet de Khoyski. Djamo bey Hadjinski occupe le poste de ministre des Postes et Télégraphes pendant le 4e et 5e cabinet du gouvernement de Nasib Yusifbeyli jusqu'au 9 avril 1920. Lors de la crise gouvernementale d'avril 1920, après la démission des membres du 5e cabinet de Nasib bey Yusifbeyli, la « faction socialiste » nomme Djamo bey Hadjinski au poste de ministre de l'Intérieur dans le nouveau gouvernement.

## La durée de son incarcération
Après les « événements » des 27-28 avril 1920, Djamo bey Hadjinski est nommé chef du département administratif et financier du Commissariat du peuple à la justice de la RSS d'Azerbaïdjan. Il travaille dans le secteur de l'éducation jusqu'à son arrestation en 1922 par les autorités soviétiques. Il est détenu pendant 3 ans puis envoyé au camp de prisonniers de Solovki en Russie. Libéré en 1928 et renvoyé à Bakou, Hadjinski est de nouveau arrêté en 1938 et envoyé au camp de prisonniers de Viatka (ru) où il décède en 1942. En 1956, après sa mort, il est déclaré non coupable et réhabilité.